# 邵廷采
邵廷采（1648年—1711年），原名行中，字念鲁，又字允斯，浙江余姚人。南明末清初学者。

## 生平
祖父邵曾可，字子唯，号鲁公，是沈国模的学生。父邵贞显。世代家传“阳明学说”。廷采於顺治五年（1648年）出生。十一歲時祖父去世，家計益困，其父遠赴石門教書，將其託付外祖父陳正行。十五歲時，“通《易》《詩》《書》並《左氏春秋》”。同時，對朱熹《通鑑綱目》有濃厚的興趣。康熙三年，隨韩孔当學習。二十岁时，与学者毛奇龄交游，叹服毛的学识。年少时从学于刘宗周。推崇王学（阳明学）。成为县学生，但不应科举。曾从学于黄宗羲、董玚、王正中等。通刺击的武艺，通兵法。清將施琅出征台湾之前，曾偶遇邵廷采於西湖。邵廷采向施琅纵谈东南沿海兵事，施琅大为惊讶。
中年时曾游历西北边关，走过潼关。曾在姚江书院讲学。晚年时，致力著述。曾经向黄宗羲了解明朝末年之故事，想把这些掌故汇编成书。梁啓超稱其「極盡文章之能事」，「為中國第一」。康熙五十年（1711年）卒。有《思復堂文集》十卷被《四庫全書》列入《存目》。

## 著作
- 《东南纪事》，十二卷
- 《西南纪事》，十二卷
- 《思复堂文集》，十卷
- 《姚江书院志略》，四卷
- 《宋遗民所知录》
- 《明遗民所知录》